# Montbel, Lozère
Montbel là một xã ở tỉnh Lozère trong vùng Occitanie, phía nam nước Pháp.